# Alliance démocratique (Portugal, 1979)
Pour les articles homonymes, voir Alliance démocratique.
L'Alliance démocratique (en portugais: Aliança Democrática ou AD) est une coalition portugaise entre le Parti social-démocrate, le Parti du centre démocratique et social et le Parti populaire monarchiste. La coalition a été créée en 1979 afin de concourir aux élections législatives de 1979. Elle était dirigée par Francisco Sá Carneiro et Diogo Freitas do Amaral, avec des victoires aux élections législatives de 1979 et de 1980, mais un échec à l'élection présidentielle de 1980.
Après la mort de Sá Carneiro, le 4 décembre 1980, la coalition a été incapable de trouver un chef de file de son charisme. Francisco Pinto Balsemão, le leader social-démocrate, est devenu Premier ministre, mais n'a pas réussi à consolider le soutien dont jouissait son prédécesseur. Après sa défaite aux élections municipales de 1982, l'Assemblée a été dissoute en 1983 et la coalition s'est séparée pour le scrutin législatif anticipé.
Marcelo Rebelo de Sousa a tenté sans succès d'établir une nouvelle alliance démocratique en 1998, entre les sociaux-démocrates et le Parti populaire (l'ancien CDS), dirigé par Paulo Portas. Depuis, plusieurs coalitions entre le PPD/PSD et le CDS—PP, comme Portugal en avant, ont concouru aux élections européennes ou législatives.

## Résultats électoraux

### Assemblée de la République
| Année | Voix      | %         | Sièges        | Rang   | Gouvernement                                      | Élus                        |
| ----- | --------- | --------- | ------------- | ------ | ------------------------------------------------- | --------------------------- |
| 1979  | 2 719 208 | 45,26     | 128 / 250     | 1er    | VIe (1979-1980)                                   | 80 PPD/PSD, 43 CDS et 5 PPM |
| 1980  | 2 868 076 | 47,59     | 134 / 250     | 1er    | VIe (1980-1981), VIIe (1981) et VIIIe (1981-1983) | 82 PPD/PSD, 46 CDS et 6 PPM |
| 2022  | 28 520    | 0,51 33,9 | 2 / 230 2 / 5 | 11e 2e | Opposition (XXIIIe)                               | 2 PPD/PSD                   |